# Cuộc vây hãm pháo đài William Henry
Cuộc vây hãm pháo đài William Henry là một phần của cuộc chiến tranh Bảy năm ở Bắc Mỹ, xảy ra trong tháng 8 năm 1757 bởi tướng Pháp Louis-Joseph de Montcalm chống lại quân Anh của George Monro ở pháo đài William Henry. Pháo đài William Henry nằm ở bên bờ hồ George giữa biên giới tỉnh New York và tỉnh Canada của Pháp. Sau nhiều ngày bắn phá, người Anh đã đầu hàng người Pháp. Nhưng do những người da đỏ, đồng minh của người Pháp không chấp nhận việc này, nên đã gây ra Cuộc thảm sát ở pháo đài William Henry sau đó.